# Scène d'exposition
 (mars 2010).
Si vous disposez d'ouvrages ou d'articles de référence ou si vous connaissez des sites web de qualité traitant du thème abordé ici, merci de compléter l'article en donnant les références utiles à sa vérifiabilité et en les liant à la section « Notes et références ».
La scène d'exposition (ou acte d'exposition) d'une pièce de théâtre est une scène (ou un acte) fournissant les éléments nécessaires à la compréhension de la situation initiale. Il s'agit en général de la première scène, mais l'exposition s'étale souvent sur plusieurs scènes (comme dans L'Avare ou Dom Juan de Molière où l'exposition est constituée par les deux premières scènes). Dans certains cas, l'exposition peut être légèrement retardée, comme dans Caligula, d'Albert Camus, où elle intervient à la scène 2.
La scène d'exposition est comparable à l'incipit d'un roman. Selon le Manuscrit 559 de la BnF (Bibliothèque nationale de France) une bonne exposition, en dramaturgie classique, « doit instruire le spectateur du sujet et de ses principales circonstances, du lieu de la scène et même de l'heure où commence l'action, du nom, de l'état, du caractère et des intérêts de tous les principaux personnages. Elle doit être entière, courte, claire, intéressante et vraisemblable ».  Souvent, elle pose également la trame en donnant le genre de la pièce ainsi que son(ses) principal(aux) thème(s). Elle peut donc expliquer aussi ce qui s'est déjà produit avant le commencement de la pièce. Elle aide à mieux comprendre l’histoire qui va par la suite se dérouler.
De façon générale, la scène d'exposition a pour but de présenter les personnages principaux et leurs rapports entre eux, ainsi que l'intrigue et les premiers enjeux, mais aussi d'indiquer la tonalité générale, le cadre spatio-temporel, et enfin de donner l'envie de lire la suite. L'auteur peut néanmoins jouer avec les codes et avec les attentes du lecteur : par exemple, dans Le Tartuffe de Molière, le personnage éponyme de la pièce n'est présenté que dans le troisième acte.